# Bart De Wever
Bart Albert Liliane De Wever, född 21 december 1970 i Mortsel, Belgien, är en belgisk (flamländsk) politiker och sedan 2004 partiledare för Ny-Flamländska Alliansen (N-VA), ett borgerligt mittenparti med flamländsk-nationalistisk profil. Han är sedan den 3 februari 2025 Belgiens premiärminister.

## Studier
De Wever studerade vid Katholieke Universiteit Leuven (KUL) där han tog en magisterexamen i historia. Han valdes 2004 som partiledare för N-VA med 95% stöd (han var den enda kandidaten). Han var ledamot av Flanderns parlament 2004-2007 och är parlamentsledamot i det nationella parlamentet sedan 2007.

## Politiska ställningstaganden
De Wever kallar sig själv konservativ och har tydligt tagit ställning för flamländsk självständighet och en delning av Belgien.  Han betonar dock att han och N-VA förespråkar en gradvis och ordnad delning av landet, som en fortsättning på de statsreformer som under lång tid gett Belgien en mer federal struktur.

## I media...
2009 blev han mycket populär i Flandern efter att han hade deltagit i De Slimste Mens ter Wereld ett frågesportsprogram på den flamländska sändare VRT. 